# Dariusz Dziekanowski
Dariusz Paweł Dziekanowski (Varsovia, 30 de septiembre de 1962 es un exfutbolista polaco que jugaba como delantero. Comenzó su carrera en el club Polonia Varsovia, del que formó parte entre 1973 y 1979. Posteriormente jugó en el Gwardia Varsovia de 1979 a 1983. Tras malos resultados en este último club, Dziekanowski fichó para el Widzew Łódź en 1985. Anteriormente, había jugado su primer partido con el seleccionado polaco.

## Clubes
| Club              | País       | Año       |
| ----------------- | ---------- | --------- |
| Polonia Varsovia  | Polonia    | 1973-1979 |
| Gwardia Warszawa  | Polonia    | 1979-1983 |
| Widzew Łódź       | Polonia    | 1983-1985 |
| Legia de Varsovia | Polonia    | 1985-1989 |
| Celtic            | Escocia    | 1989-1992 |
| Bristol City      | Inglaterra | 1992-1993 |
| Legia de Varsovia | Polonia    | 1993-1994 |
| Yverdon-Sport     | Suiza      | 1994      |
| Alemannia Aachen  | Alemania   | 1994      |
| 1. FC Köln        | Alemania   | 1994-1996 |
| Polonia Varsovia  | Polonia    | 1996-1997 |

## Participaciones en Copas del Mundo
| Torneo                                 | Sede      | Resultado        | PJ | Goles |
| -------------------------------------- | --------- | ---------------- | -- | ----- |
| Copa Mundial de Fútbol Juvenil de 1981 | Australia | Primera ronda    | 3  | 2     |
| Copa Mundial de Fútbol de 1986         | México    | Octavos de final | 4  | 0     |

## Palmarés

### Campeonatos nacionales
| N.º | Título          | Club           | País    | Año  |
| --- | --------------- | -------------- | ------- | ---- |
| 1   | Copa de Polonia | Widzew Łódź    | Polonia | 1985 |
| 2   | Copa de Polonia | Legia Varsovia | Polonia | 1989 |
| 3   | Copa de Escocia | Celtic         | Escocia | 1989 |
| 4   | Liga polaca     | Legia Varsovia | Polonia | 1993 |
| 5   | Liga polaca     | Legia Varsovia | Polonia | 1994 |
| 6   | Copa de Polonia | Legia Varsovia | Polonia | 1994 |

### Distinciones individuales
| Distinción                 | Año  |
| -------------------------- | ---- |
| Futbolista Polaco del año  | 1985 |
| Goleador de la liga polaca | 1988 |